# Stichting HIV Monitoring
De Stichting HIV Monitoring (SHM) is een Nederlandse stichting die de verzameling en analyse van gegevens van hiv-geïnfecteerde patiënten coördineert. De stichting doet dit sinds 1 januari 2002. De monitoring van met hiv geïnfecteerde patiënten is een standaard onderdeel van de hiv-/aids-zorg in Nederland. De gegevens worden anoniem onder een nummer opgeslagen en worden gebruikt voor onder meer wetenschappelijk onderzoek om inzicht te krijgen in het verloop van de infectie en in de effecten en bijwerkingen van medicijnen.

## Achtergrond
Nadat in 1996 de HAART-therapie geïntroduceerd was, werd een wetenschappelijk project gestart om het effect van deze behandeling te meten en eventuele bijwerkingen in kaart te brengen. Een van de aanbevelingen uit het onderzoeksrapport was om de monitoring van hiv in Nederland permanent te maken en ook uit te breiden met mensen die wel zijn geïnfecteerd met hiv maar (nog) niet behandeld worden. De aanbeveling werd overgenomen door de minister van Volksgezondheid en met ingang van 1 januari 2002 worden alle hiv-geïnfecteerde personen ongeacht de staat van hun behandeling gevolgd.

## Privacy
De gegevens worden onder een code, zonder naam en adres, opgeslagen in een landelijke database. Alleen de patiënt zelf, de behandelend arts en de dataverzamelaar kennen die code. Er kan bezwaar worden aangetekend tegen de registratie van deze gegevens.

## Organisatie
De SHM is wetenschappelijk en niet-commercieel. De inkomsten komen van het ministerie van Volksgezondheid, Welzijn en Sport. Het bestuur wordt gevormd door afgevaardigden van HIV Vereniging Nederland, de Nederlandse vereniging van HIV Behandelaren, de Vereniging van Academische Ziekenhuizen, de Nederlandse Vereniging van Ziekenhuizen, de GGD Nederland en Zorgverzekeraars Nederland. Het bestuur is gevestigd in het AMC in Amsterdam.